# Вельге (Ліпновський повіт)
Вельге (пол. Wielgie) — село в Польщі, у гміні Вельге Ліпновського повіту Куявсько-Поморського воєводства.
Населення — 1379 осіб (2011).
У 1975-1998 роках село належало до Влоцлавського воєводства.

## Демографія
Демографічна структура станом на 31 березня 2011 року:
|          | Загалом | Допрацездатний вік | Працездатний вік | Постпрацездатний вік |
| -------- | ------- | ------------------ | ---------------- | -------------------- |
| Чоловіки | 686     | 169                | 461              | 56                   |
| Жінки    | 693     | 144                | 426              | 123                  |
| Разом    | 1379    | 313                | 887              | 179                  |